# Albert Mayaud
Albert Mayaud (* 31. März 1899 in Paris; † 14. August 1987 ebenda) war ein französischer Schwimmer und Wasserballspieler.
Mayaud nahm erstmals an den Olympischen Spielen 1920 in Antwerpen teil, wo er mit der französischen Wasserballmannschaft teilnahm und auch mit der 4 × 200-m-Freistilstaffel antrat. In beiden Wettbewerben blieb er erfolglos, im Wasserball schied man sogar in der ersten Runde gegen Brasilien aus. Vier Jahre später, bei den Olympischen Spielen in Paris, nahm er erneut mit der Wasserballmannschaft teil, die nach einem 3:0 im Finale über Belgien die Goldmedaille gewann. Im Viertelfinale gegen die Niederlande, das mit 6:3 gewonnen wurde, warf er ein Tor und im Halbfinale gegen Schweden, das mit 4:2 gewonnen werden konnte, zwei. Seine Teamkollegen, mit denen er die Medaille gewann, waren Paul Dujardin, Georges Rigal, Noël Delberghe, Henri Padou senior, Robert Desmettre und Albert Deborgies.
Mayaud spielte für den Verein Libellule de Paris.
Er war verheiratet mit der Schwimmerin Odette Monard.